# Zwarte waaierstaart
De zwarte waaierstaart (Cercotrichas podobe) is een vogelsoort uit de familie Muscicapidae (vliegenvangers). De vogel is nu nog de enige vertegenwoordiger uit het geslacht Cercotrichas. De zwarte waaierstaart lijkt overigens meer op een lijster dan op een vliegenvanger.

## Verspreiding en leefgebied
De zwarte waaierstaart komt voor in (alfabetische volgorde): Bahrein, Burkina Faso, Djibouti, Egypte, Eritrea, Ethiopië, Guinee-Bissau, Israël, Jemen, Jordanië, Kameroen, Mali, Mauritanië, Niger, Nigeria, Oman, Saoedi Arabië, Senegal, Somalië, Soedan,  Tsjaad en Verenigde Arabische Emiraten.
De soort telt 2 ondersoorten:
- C. p. podobe: van zuidelijk Mauritanië en noordelijk Senegal tot noordoostelijk Soedan, Ethiopië en Somalië.
- C. p. melanoptera: westelijk, centraal en zuidelijk Arabisch Schiereiland.

Het is een vogel die leeft in droge savannegebieden.